# Band of Brothers (boek)
Band of Brothers: E Company, 506th Regiment, 101st Airborne from Normandy to Hitler's Eagle's Nest is een boek van de historicus Stephen Ambrose.
Het boek is een feitelijke weergave van de prestaties van Easy Company van het 506th Parachute Infantry Regiment, een onderdeel van de 101e Luchtlandingsdivisie van het Amerikaanse leger tijdens hun opleiding tot de laatste dagen van de Tweede Wereldoorlog.
Ambrose interviewde nagenoeg alle overlevenden van de E (Easy)-Company van het 506e Parachute Infantry Regiment, onderdeel van de 101ste luchtlandingsdivisie. Bijna vier decennia na de laatste wereldoorlog kwam hun verhaal uit in boekvorm.
Nadat Steven Spielberg het boek gelezen had, toonde hij een onmiddellijke interesse in de filmrechten van het boek Band of Brothers.

## ISBN
Uitgever: Simon & Schuster; 2nd edition (6 juni, 2001), ISBN 0743216458, 9055019887 (hardcover)

## Verhaal
We maken in het boek kennis met de soldaten van Easy Company en zien hoe ze van "groentjes" in korte tijd uitgroeien tot ervaren oorlogsveteranen.
De auteur geeft een realistische beschrijving van de gebeurtenissen, waarbij ook vele soldaten het leven laten.